# Tunisopisa seurati
Tunisopisa seurati is een vlokreeftensoort uit de familie van de Eriopisidae. De wetenschappelijke naam van de soort is voor het eerst geldig gepubliceerd in 1936 door Gauthier.